# Szigeti Gyula
Szigeti Gyula, 1898-ig Spitzer (Aszód, 1879. február 8. – Újpest, 1929. július 18.) magyar klasszika-filológus, reálgimnáziumi tanár, szótáríró. Szigeti György (1905–1978) fizikus, akadémikus apja.

## Életpályája
Spitzer Lipót és Lichtenstein Mari gyermekeként született Aszódon, vallása izraelita. Eötvös-kollégistaként 1896-tól 1900-ig a Budapesti Tudományegyetem hallgatója volt, majd Münchenben tanult tovább. 1901-ben szerezte meg görög–latin szakos tanári oklevelét, de már 1900-tól a fővárosban volt gimnáziumi tanár. 1901–1902-ben a königsbergi egyetemen képezte tovább magát, majd 1902-től a szentesi, 1908-tól az újpesti főgimnázium tanára volt. Ezzel egyidejűleg a budapesti izraelita leánygimnáziumban is tanított. 1904. április 10-én Budapesten, a Terézvárosban házasságot kötött Huth Ilonával, Huth Jakab és Bloch Fáni lányával. A Tanácsköztársaság idején, 1919-ben az újpesti főgimnázium direktóriumának tagja volt, ezért később fegyelmi büntetésben részesült. Sírja a Kozma utcai izraelita temetőben található (U/1 parcella, 6. sor, 3. sírhely).
Tanári pályafutása mellett ógörög és latin lexikográfiával foglalkozott, közleményei az Egyetemes Philologiai Közlönyben jelentek meg. Ókori régészeti tárgyú írása is ismert.

### Főbb művei
- Görög–magyar szótár. Budapest: Hornyánszky. 1921.   (Fodor Gyulával)
- Latin–magyar szótár. Budapest: k. n. 1925.